# Merremia hemmingiana
Merremia hemmingiana är en vindeväxtart som beskrevs av Bernard Verdcourt. Merremia hemmingiana ingår i släktet Merremia och familjen vindeväxter. Inga underarter finns listade i Catalogue of Life.